# .hack//SIGN
닷핵 사인(.hack//SIGN 또는 .hack//Sign)은 마시모 고이치가 감독하고 스튜디오 비 트레인과 반다이 비주얼이 제작한 일본의 애니메이션 TV 시리즈로, .hack(닷핵) 프랜차이즈의 4가지 오리지널 스토리라인 중 하나를 구성한다. 2002년에 26개의 오리지널 에피소드가 TV로 방영되었고 3개의 추가 보너스 에피소드가 오리지널 비디오 애니메이션으로 DVD로 출시되었다. 이 시리즈에는 사다모토 요시유키가 디자인하고 이토 카즈노리가 각본을 맡은 각 캐릭터가 등장한다. 악보는 마시모와의 두 번째 콜라보레이션으로 카지우라 유키가 작곡했다.
이 시리즈는 불안, 현실도피, 대인관계 등 심리적, 사회학적 주제의 영향을 받았다. 이 시리즈는 더 월드(The World)라는 가상 현실 대규모 멀티플레이어 온라인 롤플레잉 게임의 플레이어 캐릭터인 츠카사라는 웨이브마스터(매직 유저)에 중점을 둔다. 그는 잠에서 깨어나 더 월드의 던전에 갇혀 있지만 자신이 어디에 있는지, 어떻게 거기에 도달했는지 궁금해하면서 단기 기억 상실증에 시달린다. 자신이 게임에 갇혀 로그아웃할 수 없다는 사실을 알게 되면서 상황은 더욱 악화된다. 그때부터 츠카사는 다른 플레이어들과 함께 자신이 처한 비정상적인 상황의 진실을 찾기 위한 탐구에 착수한다.
이 시리즈는 2002년 4월 4일부터 9월 25일까지 TV 도쿄를 통해 일본에서 초연되었다. 애니메이션 TV 네트워크인 애니맥스를 통해 동아시아, 동남아시아, 남아시아 및 라틴 아메리카 전역에 방송되었으며 미국, 나이지리아, 캐나다 전역, 영국, 카툰 네트워크, YTV (텔레비전 채널) 및 애니메센트럴(각각 영어 및 일본어)에서 방송되었다. 반다이를 통해 북미 전역에 배포되었다.
스토리라인은 여유로운 속도로 움직이며 여러 층으로 이루어져 있다. 시청자는 종종 잘못된 정보와 붉은 청어를 접하게 되어 시리즈가 끝날 무렵 사건의 진정한 성격이 공개될 때까지 잠재적으로 혼란을 초래할 수 있다. 캐릭터 개발에 의존하며 액션 장면이 거의 없다. 대부분의 경우 캐릭터 상호작용은 대화 형식으로 제공된다. 시리즈에 대한 영어 반응은 일반적으로 긍정적이었지만 일부 출처에서는 느린 속도와 캐릭터 중심의 스토리라인으로 인해 시리즈를 부정적으로 비판했다.